# Damian Priest
Luis Martínez (ur. 26 września 1982 w Nowym Jorku) – amerykański wrestler pochodzenia portorykańskiego. Obecnie występuje w WWE, w brandzie Smack Down pod pseudonimem ringowym Damian Priest.

## Kariera

### WWE

#### Początki (2018–2020)
12 października 2018 roku poinformowano, że Martinez podpisał kontrakt z WWE, sześć dni później został formalnie wprowadzony m.in. do brandu NXT. 28 listopada na nagrywkach NXT w Winter Park na Florydzie Martinez jako Punishment Martinez zadebiutował jako heel, przegrywając z Mattem Riddle’em. Podczas gdy 15 kwietnia 2019 roku ogłoszono, że Martinez będzie nosił nowe imię ringowe „Damian Priest”, jednak nadal walczył pod nazwą „Punishment Martinez” na houise showach NXT w kwietniu i maju. Rozpoczęto emisję winietek od NXT TakeOver: XXV w czerwcu, ponownie przedstawiając Martineza pod nową postacią Damiana Priesta. Debiutując jako Damian Priest, pokonał Raula Mendozę, a następnie pokonał Keitha Lee w swoim drugim występie.
2 października 2019 roku na odcinku NXT, Priest rozpoczął feud z Pete’em Dunne’em i Killianem Dainem, którego kulminacją był Triple Threat match na NXT TakeOver: WarGames (2019) o miano pretendenta do mistrzostwa NXT, w którym Dunne zwyciężył. Priest stał się również częścią walki 5 na 5 na 5 Survivor Series na gali pay-per-view, reprezentując Drużynę NXT w przegranej walce z Drużyną SmackDown, również z udziałem Drużyny Raw, gdzie został wyeliminowany przez Randy’ego Ortona. W styczniu 2020 roku, Priest został włączony do fabuły wokół NXT North American Championship z Keithem Lee i Dominikiem Dijajkoviciem. Priest miał szansę na tytuł przeciwko Lee i Dijakovicowi 1 kwietnia 2020 roku oraz pojedynek z Lee 22 kwietnia, przegrywając w obu przypadkach.

#### NXT North American Champion (2020–2021)
Po pokonaniu Oneya Lorcana i Ridge’a Hollanda, Priest zakwalifikował się do Ladder matchu na NXT TakeOver XXX o NXT North American Championship, gdzie zdobył tytuł, zdobywając w ten sposób swoje pierwsze mistrzostwo w WWE. Priest miał tytuł przez 67 dni i obronił tytuł przed Timothym Thatcherem, Johnnym Gargano na NXT TakeOver 31 i Dexterem Lumisem, ale przegrał przeciwko Gargano na NXT: Halloween Havoc w Devil’s Playground matchu.
Jednak Gargano stracił tytuł na rzecz Leona Ruffa zaledwie dwa tygodnie później, z powodu rozproszenia podczas walki o tytuł przez Priesta. Ruff zachował mistrzostwo w rewanżu z Gargano w następnym tygodniu przez dyskwalifikację, kiedy Priest uderzył Ruffa podczas walki, uniemożliwiając Gargano zdobycie mistrzostwa. Wkrótce przekształciło się to w Triple Threat match o NXT North American Championship, który miał się odbyć podczas NXT TakeOver: WarGames (2020). Podczas walki Damian Priest ponownie został zaatakowany przez tę samą zamaskowaną postać i jej gang, który zaatakował go wcześniej na Halloween Havoc, którym okazał się Austin Theory. W rezultacie Priest przegrał walkę, a Gargano zdobył tytuł, przypinając Ruffa.
9 grudnia na odcinku NXT, Priest nie mógł się doczekać zemsty na Austine Theorym po ataku na WarGames, jednak został zaciekle zaatakowany przez powracającego Karriona Krossa od tyłu, po czym Priestowi trzeba było pomóc wydostać się z areny. W następnym tygodniu, Kross wyzwał Priesta na pojedynek na NXT: New Year’s Evil, który Priest przyjął. W tej walce, Priest przegrał z Krossem, dzięki czemu była to jego ostatnia walka w NXT.

#### United States Champion (2021–2022)
Priest pojawił się po raz kolejny w Royal Rumble matchu 2021 jako niespodziewany uczestnik, wchodząc z nr 14. Wyeliminował Johna Morrisona, The Miza, Eliasa i Kane’a zanim został wyeliminowany przez Bobby’ego Lashleya. Następnej nocy, Priest zadebiutował na Raw po tym, jak Bad Bunny przedstawił go podczas odcinka Miz TV. Pokonał The Miza, odnosząc swoje pierwsze zwycięstwo w głównym rosterze. W następnym tygodniu na Raw pokonał Angela Garzę w kolejnym pojedynku. 15 lutego na Raw, Priest pomógł Bad Bunny wygrać WWE 24/7 Championship, pokonując Akirę Tozawę, który chwilę temu przypiął R-Trutha. W kolejnych tygodniach Priest odniósł zwycięską passę, pokonując Angela Garzę, Eliasa i Jaxsona Rykera, jednak The Miz i John Morrison kontynuowali rywalizację z Bad Bunnym i Priestem, po tym jak The Miz zaatakował Bad Bunny’ego za pomocą gitary po walce Priesta z Rykerem. Priest i Bad Bunny następnie rzucili wyzwanie The Mizowi i Morrisonowi na tag team match na WrestleManii 37, który przyjęli. Na WrestleManii Priest i Bad Bunny pokonali Miza i Morrisona.
Po kilku mniejszych występach w telewizji, Priest powrócił, ratując Humberto Carrillo, gdy Carrillo został zaatakowany przez Sheamusa, panującego mistrza Stanów Zjednoczonych po ich walce o tytuł. Następnie Priest i Sheamus mieli pojedynek na Raw, gdzie Priest pokonał Sheamusa. To rozpoczęło rywalizację między tą dwójką i nadal walczyli ze sobą. Priest następnie wyzwał Sheamusa na pojedynek na SummerSlam o WWE United States Championship, który Sheamus zaakceptował. Podczas gali Priest pokonał Sheamusa, aby zdobyć tytuł. Priest następnie skutecznie obronił swój tytuł przed Drew McIntyre’owi i Sheamusowi, zdobywając przy tym szacunek McIntyre’a. Następnie odbył się pojedynek pomiędzy McIntyre’em i Sheamusem, aby wyłonić pretendenta numer jeden do tytułu Priesta, który wygrał Sheamus, ustanawiając rewanż o tytuł pomiędzy tą dwójką na Extreme Rules. Ostatecznie Jeff Hardy również stał się pretendentem do mistrzostwa po pokonaniu Sheamusa, zamieniając walkę o tytuł na gali w Triple Threat. Priest z powodzeniem zachował swój tytuł na tej gali. Następnej nocy na Raw, Priest ponownie pokonał Sheamusa w rewanżu o tytuł w walce bez dyskwalifikacji, kończąc feud.
W kolejnych tygodniach, Priest skutecznie obronił tytuł przed AJ Stylesem i Sheltonem Benjaminem, zanim został wezwany na walkę przez Finna Bálora. 28 lutego na Raw, Priest przegrał z Balorem, kończąc swoje mistrzowskie panowanie po 191 dniach, po czym Priest zaatakował Bálora, w ten sposób całkowicie stając się heelem po raz pierwszy od maja 2020 roku.

#### The Judgment Day (od 2022)
Na WrestleManii 38, Priest pojawił się, rozpraszając AJ Stylesa podczas jego walki z Edge’em, powodując, że Styles przegrał. Po walce Edge świętował swoje zwycięstwo z Priestem, rozpoczynając sojusz pomiędzy nimi. Przez tygodnie kontynuowali feud ze Stylesem, dalej rozwijając nowe maniery i charakter. 25 kwietnia na Raw, Edge i Priest zostali nazwani razem jako The Judgement Day, po czym Priest pokonał Bálora. Na gali Hell in a Cell 5 czerwca The Judgement Day (Edge, Priest i Rhea Ripley) pokonali Stylesa, Finna Bálora i Liv Morgan w Six-person Mixed Tag Team matchu. Następnej nocy na Raw Edge przedstawił Bálora jako najnowszego członka The Judgement Day; jednak Bálor, Priest i Ripley nagle zaatakowali Edge’a, wyrzucając go ze stajni.